# میشکو میرکوویچ
میشکو میرکوویچ (صربی: Miško Mirković؛ زادهٔ ۷ ژوئیهٔ ۱۹۶۶) بازیکن فوتبال اهل صربستان بود.
از باشگاه‌هایی که در آن بازی کرده‌است می‌توان به باشگاه ورزشی کوکائلی اسپور، باشگاه فوتبال بئوگراد، باشگاه فوتبال فنرباغچه، و باشگاه فوتبال الازیغ‌اسپور اشاره کرد.
وی همچنین در تیم ملی فوتبال صربستان و مونته‌نگرو بازی کرده‌است.